# 黄毛翠雀花
黄毛翠雀花（学名：Delphinium chrysotrichum）是毛茛科翠雀属的植物，是中国的特有植物。分布在中国大陆的西藏、四川等地，生长于海拔4,200米至5,000米的地区，一般生长在山地多砾山坡，目前尚未由人工引种栽培。

## 异名
- Delphinium chrysotrichum Finet et Gagnep. var. tsarongense (Hand.-Mazz.) W. T. Wang
- Delphinium tsarongense var. patentipilum W. T. Wang